# Dillard (Georgia)
Dillard es un pueblo ubicado en el condado de Rabun en el estado estadounidense de Georgia. En el censo de 2000, su población era de 198.

## Demografía
En el 2000 la renta per cápita promedia del hogar era de $41,250, y el ingreso promedio para una familia era de $44,167. El ingreso per cápita para la localidad era de $17,951. Los hombres tenían un ingreso per cápita de $33,958 contra $31,875 para las mujeres.

## Geografía
Dillard se encuentra ubicado en las coordenadas 34°58′29″N 83°23′2″O / 34.97472, -83.38389 (34.974716, -83.384009).
Según la Oficina del Censo, la localidad tiene un área total de 4 km² (1,5 mi²), de la cual 4 km² (1,5 mi²) es tierra y 0 km² (0 mi²) (0.00%) es agua.